# Willa Müllerów w Pradze

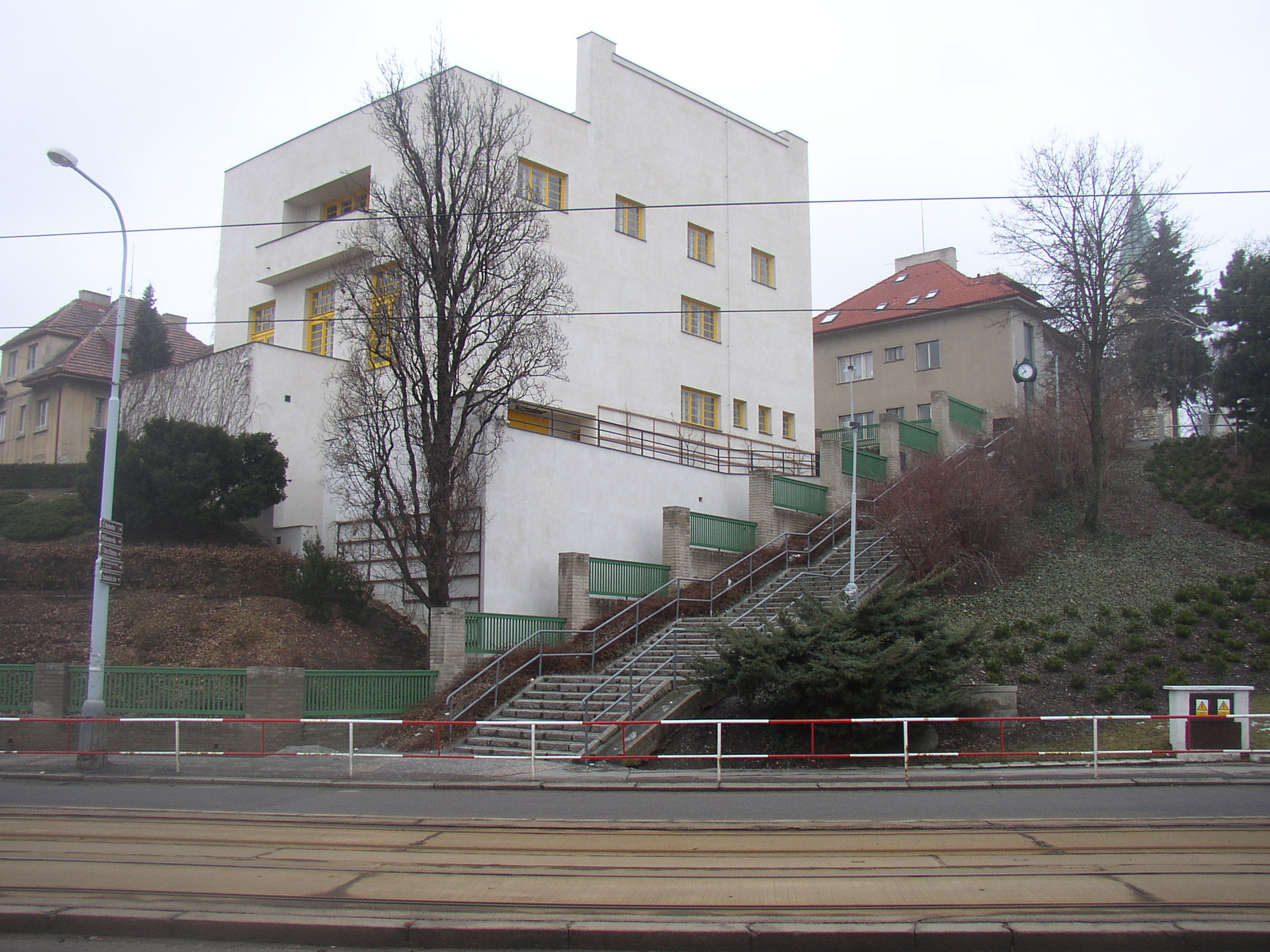
Willa Müllera w Pradze od północy

Willa Müllera w Pradze (cz. Müllerova vila, zwana także Willą Loosa) – luksusowa willa w Pradze w Czechach, w dzielnicy Ořechovka. Stanowi przykład wczesnego modernizmu w realizacji domu jednorodzinnego.

## Historia i architektura
Willę projektował architekt Adolf Loos przy współpracy Karla Lhoty, na zlecenie Franciszka Müllera (zamożnego właściciela firmy budowlanej Kapsa-Müller, który chciał się przeprowadzić z Pilzna do Pragi). Obiekt powstał w latach 1928–1930, czyli ważnym dla czeskiej architektury XX w. okresie, kiedy to Ludwig Mies van der Rohe stawiał w Brnie Willę Tugendhatów. W projekcie Loos położył nacisk nie tylko na funkcjonalne myślenie, ale i wdrożył swoją teorię „Raumplanu“ – przestrzeń domu nie była dzielona na jednakowe piętra, ale rozczłonkowana na przestrzenno-funkcjonalne „sześciany” – osie widokowe poszczególnych izb obiektu przecinały się na różnych płaszczyznach. Dom został wyposażony w taras rekreacyjny z prysznicem i kwietnikiem na dachu płaskim.
Na zarzuty, że dom jest bardzo surowy, Loos (wróg wszelkiej ornamentyki), odpowiadał, że stawia go dla zamawiającego, a nie dla komentatorów. Funkcjonalność willi była zresztą bardzo dyskusyjna i wielokrotnie krytykowana. Na przykład parkowanie auta w garażu powodowało, że w całym domu czuć było odór spalin. Sam Franciszek Müller (1890–1951) według niektórych źródeł prawdopodobnie udusił się podczas dokładania paliwa do kotła centralnego ogrzewania.

## Socjalizm i dziś
Wraz z epoką socjalizmu dom został znacjonalizowany, a wdowie po Müllerze, Miladzie (1900−1969) przyznano tylko dwie izby, w tym jedną z usuniętym oświetleniem. W pozostałych osadzono różnego rodzaju państwowe organizacje, na przykład wydawnictwo pedagogiczne skupiające duże ilości osób, które dewastowały willę. Wdowie udało się jednak zgromadzić znaczną ilość oryginalnych sprzętów z wyposażenia willi. Te, których nie zmieściła we własnych pokojach, rozdała lub sprzedała znajomym, w związku z czym większość wyposażenia udało się uratować przed zniszczeniem lub kradzieżą. Po upadku komunizmu większość z nich wróciła do willi.
Po aksamitnej rewolucji willę od właścicieli odkupiło miasto Praga, celem jak najwierniejszej rekonstrukcji, której dokonano w 1998 w oparciu o materiały archiwalne. W zespole rekonstrukcyjnym pracowała m.in. Polka Maria Szadkowska, historyk architektury, która została następnie kustoszem obiektu.

## Dojazd
Dojazd zapewniają tramwaje praskie – linie 1, 2 i 18.

## Galeria

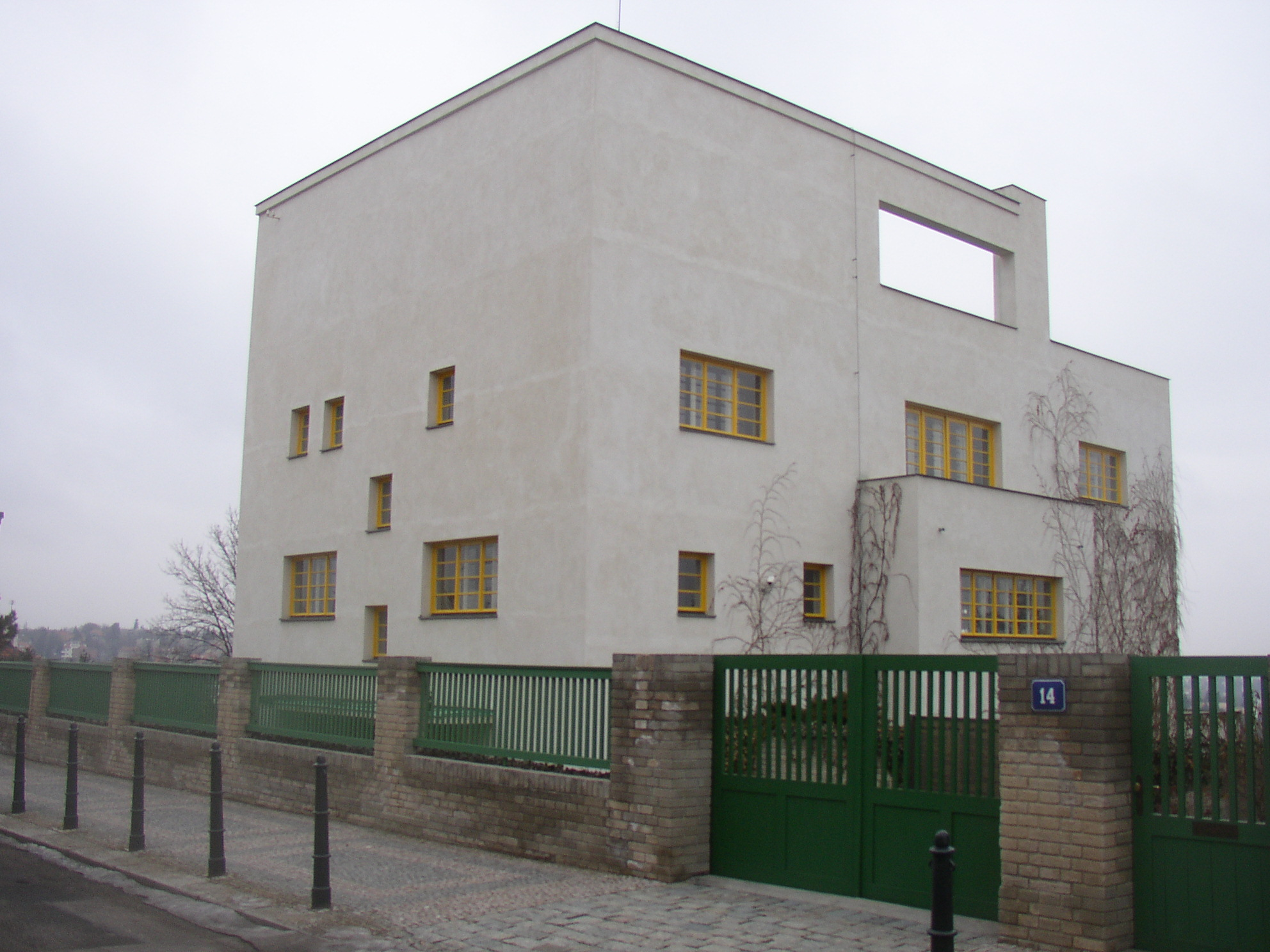
Widok od południowego wschodu
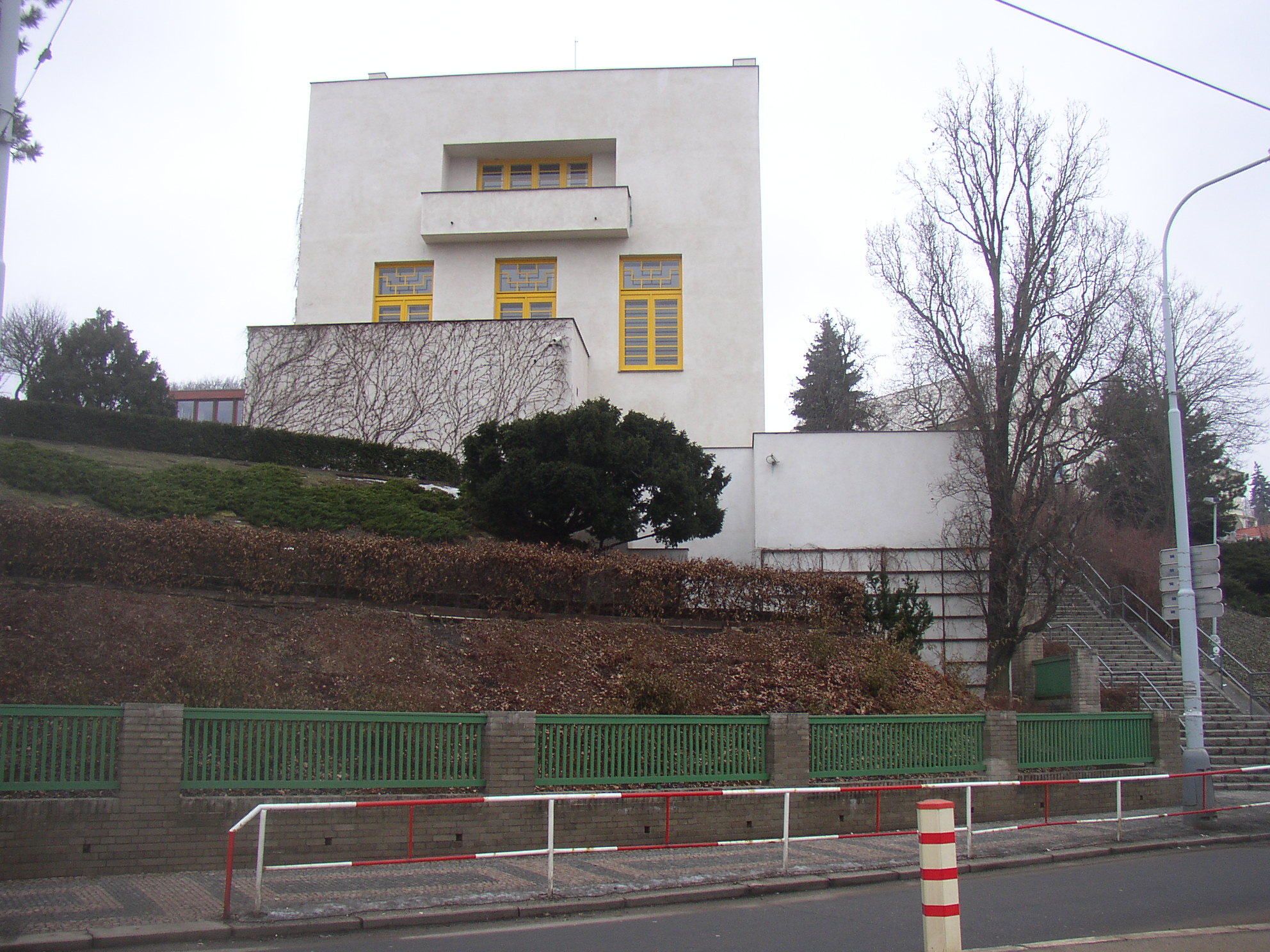
Widok od północnego zachodu
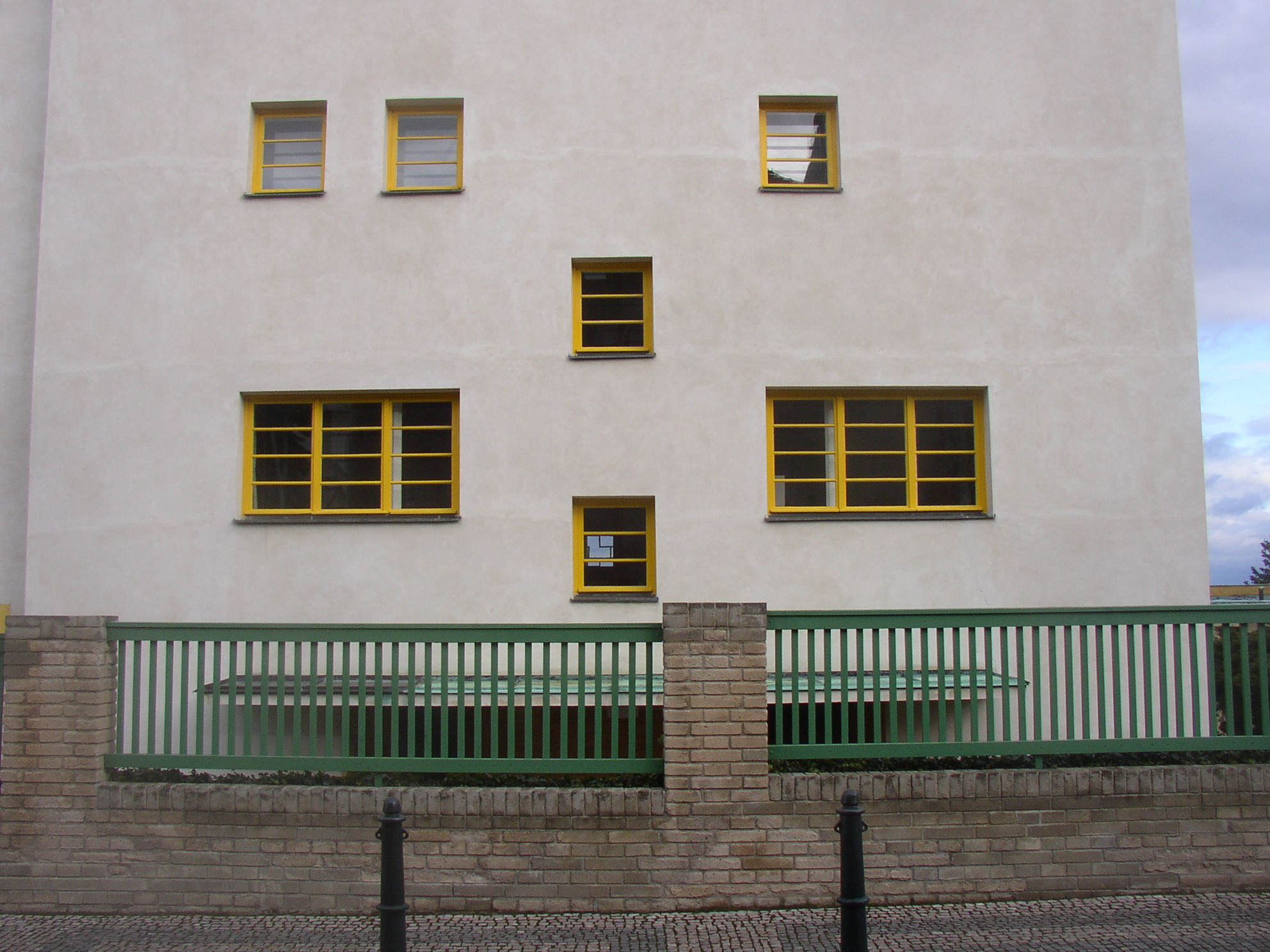
Detal południowo-zachodniej ściany